# بستان البركة
بستان البركة هو موقع أثري من العصر الحجري الحديث لثقافة القرعون التي تقع على بعد 2.5 كم (1.6 ميل) جنوب شرق كفرايا في لبنان.
```
حيث تم العثور على الموقع في 
كرم (مزرعة)
 بواسطة 
لورين كوبلاند
 وفرانك سكيلز في عام 1966. تم العثور على مواد تشبه نظيرها من 
العصر الحجري الحديث
 التي عثر عليها في 
كفريا
 مع نسبة أعلى من الأدوات الأخف وزناً، كما تم العثور على رقائق كبيرة ومعاول وكاشطات كبيرة في معظم الأحيان في الصوان يشبه 
الشيرت
 أو الحجر الجيري الرمادي. ومن بين الأشكال الأخرى التي تم العثور عليها في نفس المكان قشور دي كوت ومكشطة أنف نموذجية من 
العصر الحجري القديم الأعلى
.
[
2
]
 كما تم العثور على منطقة أخرى في الشمال الغربي من الموقع في مقابل الطريق المؤدي إلى القرية ولكن تم تدميرها بواسطة بناء فيلا بحيث يمكن العثور على المواد 
الرومانية
 بين الأنقاض.
[
2
]
```